# Коммерс (Джорджія)
Коммерс (англ. Commerce) — місто (англ. city) в США, в окрузі Джексон штату Джорджія. Населення — 7387 осіб (2020).

## Географія
Коммерс розташований за координатами 34°12′52″ пн. ш. 83°28′32″ зх. д. / 34.21444° пн. ш. 83.47556° зх. д. (34.214494, -83.475597).  За даними Бюро перепису населення США в 2010 році місто мало площу 30,57 км², з яких 30,34 км² — суходіл та 0,24 км² — водойми.

## Демографія
Згідно з переписом 2010 року, у місті мешкали 6544 особи в 2425 домогосподарствах у складі 1710 родин. Густота населення становила 214 особи/км².  Було 2800 помешкань (92/км²).
Расовий склад населення:
| - 79,1 % — білих - 13,5 % — чорних або афроамериканців - 1,1 % — азіатів - 0,4 % — корінних американців - 3,9 % — осіб інших рас |

До двох чи більше рас належало 2,0 %. Частка іспаномовних становила 7,7 % від усіх жителів.
За віковим діапазоном населення розподілялося таким чином: 25,0 % — особи молодші 18 років, 58,5 % — особи у віці 18—64 років, 16,5 % — особи у віці 65 років та старші. Медіана віку мешканця становила 36,9 року. На 100 осіб жіночої статі у місті припадало 86,3 чоловіків;  на 100 жінок у віці від 18 років та старших — 83,5 чоловіків також старших 18 років.
Середній дохід на одне домашнє господарство  становив 50 158 доларів США (медіана — 40 767), а середній дохід на одну сім'ю — 56 493 долари (медіана — 44 328). Медіана доходів становила 37 083 долари для чоловіків та 27 806 доларів для жінок. За межею бідності перебувало 23,2 % осіб, у тому числі 35,0 % дітей у віці до 18 років та 12,8 % осіб у віці 65 років та старших.
Цивільне працевлаштоване населення становило 2591 осіб. Основні галузі зайнятості: виробництво — 18,0 %, мистецтво, розваги та відпочинок — 15,6 %, освіта, охорона здоров'я та соціальна допомога — 15,6 %.